# Космическое материаловедение
Космическое материаловедение — раздел междисциплинарной науки материаловедения, изучающий свойства материалов в космическом пространстве.

## Основные направления исследований
- Радиационная стойкость и защита. Изучение изменения свойств материалов под воздействием солнечного ветра и при нахождении в радиационных поясах Земли[1]
- Механическая стойкость воздействию микрометеорных частиц[1]
- Испарение материалов в глубоком вакууме[2]
- Воздействие собственной внешней атмосферы космических аппаратов на их материалы и оборудование[1]
- Коррозия в условиях вакуума и/или невесомости[2]
- Изучение свойств материалов в условиях экстремально низких и высоких температур, а также в условиях изменения температуры в широких диапазонах.[2]

## Радиолюминесценциястекла
При использовании оптических линз в космическом пространстве может возникать свечение внешней линзы, вызванное космическим ионизирующим излучением, что служит помехой основному оптическому сигналу. Поэтому изучение свечения, возникающего в стёклах различных типов под действием космического излучения, имеет большую важность.
Люминесцентную способность стёкол определяют следующие компоненты: окиси кремния
SiO2, бария BaO и свинца PbO. Другие компоненты практически не влияют на радиолюминесценцию стекла.
Стёкла можно разделить на ряд групп по-оптическим свойствам. Основными из этих групп являются «кроны», т.е. стёкла типов К, ЛК, БК и ТК; и «флинты», т.е. стёкла типов Ф, ЛФ, КФ, БФ и ТФ.:87
После облучения заметная люминесценция наблюдается у стёкол первой группы на протяжении нескольких месяцев. Под действием высоких температур яркость свечения снижается. Происходит, так называемое, температурное тушение люминесценции.:88

## Разрушение материалов атомарнымкислородом и ультрафиолетовым излучением
Остаточная атмосфера на низких орбитах состоит в основном из атомов кислорода (80%) и молекул азота N2 (20%). Большая часть кислорода на больших высотах диссоциирует под воздействием космического ультрафиолета (λ~121,6 нм). Плотность потока частиц зависит от солнечной активности,
высоты и угла наклона орбиты и других факторов.:124 Поэтому некоторые металлы, в первую очередь Ag, Os, а также углерод и органические материалы, подвержены сильному окислению и эрозии.:126
Материалы наиболее подверженные эрозии под воздействием атомарного кислорода::127
- Композитные материалы с полимерной основой, графито-эпоксидные композиты, термопластическая резина.
- Твердые смазки: MoS2; мягкие металлы (Ag; Pb; In).
- Терморегулирующие покрытия (ТРП) — металлизированные полимеры (Al-тефлон, Al-каптон), органические краски (белые и чёрные).
- Оптические материалы:
  - металлические покрытия: Ag, Al, Ni, Au, Ta, Ti, Zr
  - диэлектрические покрытия: MgF2; CaF2.
- Компоненты космической энергетики — солнечные батареи, каптоновые плёнки, серебряные контакты, стеклянные волоконные композиты.
- Отражатели — кремний, акрилы, фтористые полимеры, поликарбонаты, Ag, Al. Защитные покрытия материалов: Ni, SiO2, TiO2, Al2O3, ZnO, Ni/SiO2, ITO, In2O3.

При контакте серебра с атомарным кислородом на его поверхности возникает оксидная плёнка, с высокими внутренними напряжениями, из-за которых она лопается и отслаивания от поверхности. Это приводит к
потере массы и загрязнению окружающего пространства частицами AgO.:140
| Материал                       | Реакционная эффективность, Rе, *10−24 [см3∙ат−1] |
| ------------------------------ | ------------------------------------------------ |
| Алюминий                       | 0                                                |
| Al2O3                          | 0,025                                            |
| Углерод                        | 1,2                                              |
| Алмаз                          | 0,021                                            |
| Эпоксид                        | 1,7                                              |
| Золото                         | 0                                                |
| Графитовый эпоксид             | 2,6                                              |
| Каптон                         | 3                                                |
| Полиэтилен                     | 3,3                                              |
| Поли(метилакрил)               | 3,4                                              |
| Поликарбонат                   | 6                                                |
| Полистирол                     | 1,7                                              |
| Полисульфон                    | 2,4                                              |
| Силикон                        | 0,05                                             |
| Силоксан полиимид (7% Sx)      | 0,6                                              |
| Силоксан полиимид (25% Sx)     | 0,3                                              |
| Поли(винилфлюорид)             | 3,2                                              |
| Политетрафлюорэтилен           | 0,04                                             |
| Полиэфиркетон                  | 2,2                                              |
| Майлар                         | 3,9                                              |
| Нейлон-6,6                     | 4,4                                              |
| PVA[неизвестный термин] C4H6O2 | 5,2                                              |
| PEO[неизвестный термин] C2H4O  | 5,7                                              |
| Делрин                         | 9,5                                              |

Для снижения скорости разрушения поверхностных материалов их покрывают тонкими (1 мкм), устойчивым к эрозии защитным слоем, неорганическим (SiO2, Al2O3, MgF2, Si3N4), или полимерным (тефлон, силикон и др.). Защитный слой позволяет уменьшить потерю массы в 10-100 раз.:137